# Glen Burnie
Glen Burnie es un lugar designado por el censo ubicado en el condado de Anne Arundel en el estado estadounidense de Maryland. En el Censo de 2010 tenía una población de 67.639 habitantes y una densidad poblacional de 1.448,05 personas por km².

## Geografía
Glen Burnie se encuentra ubicado en las coordenadas 39°9′23″N 76°36′25″O / 39.15639, -76.60694. Según la Oficina del Censo de los Estados Unidos, Glen Burnie tiene una superficie total de 46.71 km², de la cual 44.86 km² corresponden a tierra firme y (3.95%) 1.85 km² es agua.

## Demografía
Según el censo de 2010, había 67.639 personas residiendo en Glen Burnie. La densidad de población era de 1.448,05 hab./km². De los 67.639 habitantes, Glen Burnie estaba compuesto por el 66.43% blancos, el 21.96% eran afroamericanos, el 0.38% eran amerindios, el 3.97% eran asiáticos, el 0.18% eran isleños del Pacífico, el 3.51% eran de otras razas y el 3.57% pertenecían a dos o más razas. Del total de la población el 7.94% eran hispanos o latinos de cualquier raza.